# Anastoechus hessei
Anastoechus hessei là một loài ruồi thuộc họ Bombyliidae. Loài này được tìm thấy ở tây nam Hoa Kỳ từ California đến Texas. Ấu trùng của loài này ăn trứng châu chấu.